# Evolution (album Sheryl Crow)
| Recensione    | Giudizio |
| ------------- | -------- |
| AllMusic      | [ 1 ]    |
| Rolling Stone | [ 2 ]    |

Evolution è l'undicesimo album in studio della cantautrice americana Sheryl Crow. È stato pubblicato il 29 marzo 2024 tramite Big Machine Records. 

## Il disco
È stato il suo primo album in studio dopo cinque anni dalla sua ultima pubblicazione ed è stato annunciato dopo essere stata inserita nella Rock and Roll Hall of Fame. Nonostante dopo la pubblicazione dell'album Threads avesse dichiarato che  sarebbe stato l'ultimo perché non c'era senso di farne uno nuovo, ha detto che nel creare Evolution la musica veniva dall'anima e sperava che chiunque l'ascoltasse lo sentisse. Tra i brani figura anche una cover di Digging in the Dirt di Peter Gabriel cantata in duetto con l'autore stesso.
L'album ha ricevuto recensioni per lo più positive dalla critica. Commercialmente ha raggiunto la 90ª posizione  nella classifica Official Albums Chart nel Regno Unito e la 24ª posizione nella classifica Top Albums Sales negli Stati Uniti.

## Tracce
1. Alarm Clock – 2:54 (Sheryl Crow, Mike Elizondo, Emily Weisband)
2. Digging in the Dirt (feat. Peter Gabriel) – 5:24 (Peter Gabriel)
3. Do It Again – 4:13 (Crow, John Shanks)
4. Love Life – 5:13 (Crow, Elizondo, Weisband)
5. You Can't Change the Weather – 4:03 (Crow, Jeff Trott)
6. Evolution – 4:26 (Crow)
7. Where? – 3:53 (Crow, Bill Bottrell)
8. Don't Walk Away – 4:22 (Crow)
9. Broken Record – 3:07 (Crow)
10. Waiting in the Wings – 3:27 (Crow, Elizondo, Ilsey Juber)

## Classifiche
| Classifica (2024)                        | Posizione Massima |
| ---------------------------------------- | ----------------- |
| Regno Unito (OCC)                        | 90                |
| Regno Unito (UK Americana Albums)        | 3                 |
| Stati Uniti (Billboard Top Albums Sales) | 24                |